# あおい (フェリー)
あおい（英: Aoi）は、ジャンボフェリーが運航するフェリー。

## 概要
こんぴら2の代船として内海造船瀬戸田工場で建造され、2022年5月28日に進水した 。10月22日に神戸 - 小豆島 - 高松航路に就航し、 僚船「りつりん2」とともにジャンボフェリー株式会社が運航している。船名は碧い海・蒼い空・青い風といった瀬戸内の色彩をイメージし、また加藤汽船グループの戦後復興を支えた「葵丸」にかけたものとしている。また船首はランプが露出しており切り落とされたような形状となっているほか、上部構造物が船首から船体中央に配置され後方は露天の車両甲板となるなど、特徴的な船容をしている。
船体デザインは島々を望む瀬戸内の波間を白い船が静かに進む日常風景をイメージして胴体上部に白・下部に紺色の曲線を描き、青く塗られた船首扉に7本・煙突に5本・船尾扉に3本の白線を添えて七五三の吉数にし16世紀に舶来の縞模様の織物が流行した際に「島渡り」「島もの」と呼ばれた伝統をイメージしたものとした。
船内放送はあおい専用だが、バックミュージックにはこれまで通り「二人を結ぶジャンボフェリー」、「瀬戸内の声」が流れている。また、新たに着岸15分前放送が追加され、高松は屋島の北端長崎の鼻、坂手は小豆島の南東の端大角の鼻、神戸は神戸港の入口第一関門を通過中と案内される。
2023年7月23日坂手港15時15分発神戸行きの同フェリーが坂手港を出港する時に岸壁に接触した。坂手沖で海上保安庁の事情聴取が行われた後、約6時間30分遅れで神戸港に到着した。

## 船内
船内は「瀬戸内海に浮かぶテラスリゾート」をコンセプトとし、広い客室スペースを活かし、小豆島を象徴するオリーブ・醤・⽯・棚田の4つをデザインモチーフに取り⼊れ、上質で遊び心のあるリゾート空間を実現した。指定席エリアと個室の入退室の管理、改札はQRコードで行う。
2階のびのび席&ボックス席だけを自由席とし、それ以外は「プレミア席」として大半を有料の指定席制とした。2階前方の指定席エリアは区画全体がQRコードの改札で仕切られており、この区画からアクセスできるカフェラウンジなどの設備や各種テラスはプレミア席利用者が共通して使用できる。
乗船料金に追加でかかるプレミア料金はもっとも安価なのびのび席（指定の雑魚寝席）で500円（繁忙期1000円）である。
エレベーターに自転車を乗せる事ができ、サイクルピットに直通している。また、ファミリー個室にも自転車を持ち込む事ができる。
コンセントはすべての部屋に完備しているほか、2階ロビーの階段下にある芝生ベンチのスペースにも設けられている。

### 客室
| クラス                                         | 部屋数または席数           | 眺望           | 定員    | 設備                                                                                   |
| ---------------------------------------------- | -------------------------- | -------------- | ------- | -------------------------------------------------------------------------------------- |
| のびのび席&ボックス席                          | 36席、10ボックス           | 海側（窓あり） |         | カーペット、荷物スペース、パーティションボード（のびのび席）机、ソファー（ボックス席） |
| コンフォートリクライニング席                   | 一般席60席、女性専用席16席 |                |         | ブレスエアー、机、エアコン                                                             |
| コンパートメント                               | 5室                        | 海側（窓あり） | 3名     | 防音効果、エアコン、カーペット、机                                                     |
| ボックス席                                     | 10席                       | 海側（窓あり） | 2 - 6名 | ガラスパーティーション、荷物スペース                                                   |
| のびのびバルコニー個室                         | 4室                        | 海側（窓あり） | 6名     | カーペット、バルコニー、床暖房、エアコン、洗面台                                       |
| ウィズペット個室（一部設定されていない便あり） | 1室                        | 海側（窓あり） | 4名     | 床暖房、マットレス、深紫外線殺菌装置                                                   |
| のびのびロフト個室（夜行便のみ）               | 22室                       | 内側（窓なし） | 1 - 3名 | マットレス、深紫外線殺菌装置、床暖房                                                   |
| のびのびファミリー個室                         | 3室                        | 海側（窓あり） | 6名     | カーペット、床暖房、自転車固定用フック、エアコン、洗面台                               |
| のびのび席女性専用                             | 2室                        | 海側（窓あり） | 6名     | 床暖房、エアコン                                                                       |
| のびのび席一般                                 | 30席                       | 海側（窓あり） |         | 床暖房、エアコン、荷物スペース、パーティションボード                                   |
| のびのび席ANNEX                                | 80席                       | 海側（窓あり） |         | 床暖房、エアコン、パーティションボード                                                 |
| ドライバー用個室                               |                            | 内側（窓なし） | 1名     | ベッド、机、鏡、エアコン                                                               |

### 設備
屋上
- 空のデッキ - 天然木や明石海峡大橋を望むフォトステージを備える。
- フォトステージ(SHIP'S CAT)

4階
- 光のテラス - 操舵室右舷直上の外にせり出した展望デッキ。プレミア席乗客専用。
- 空のテラス
- 芝生の広場

3階
- プレミア席
  - のびのび席ファミリー個室
  - のびのび席女性専用
  - のびのび席バルコニー個室
  - のびのび席ANNEX

- ゲームコーナー
- エレベーター

2階
- プレミア席
  - コンフォートリクライニング席
  - コンパートメント
  - のびのびロフト個室
  - ボックス席
  - のびのび席
  - ウィズペット個室
  - カフェラウンジ「こまめ」
  - ドライバーズルーム（中2階）
  - ドライバー用サウナ（中2階）
  - ペットルーム「もふもふラウンジ」
  - 風のテラス - 最前方に備えられた展望デッキ。
  - 湯上がりホール
  - 展望浴場「雲の湯」
  - 海のテラス - 足湯を備えたバルコニー構造のデッキ。

- 自由席
  - ボックス席
  - のびのび席

- カフェ&ショップ「うまげや」（売店コーナー。セルフレジ）
- うどんカウンター「ふねピッピ」（クレジットカード、QRコード決済対応）
- サイクルピット
- パウダールーム
- キッズコーナー「石の遊び場」
- キャプテンシート
- サニーサイド
- バリアフリートイレ
- 歩行者乗船口(小豆島専用)
- エレベーター

1階
- 上甲板
- 歩行者乗船口
- エレベーター

B1階
- 下甲板
- エレベーター